# Евтимов, Васил
Васил Иванов Евтимов (29 июня 1900, Кюстендил — 1986, София, Болгария) — болгарский художник.

## Биография
С детства занимался рисованием. В 1919—1920 вместе с группой художников, ставшими впоследвии известными мастерами живописи, среди которых, Асен Василиев, Борис Елисеев, Иван и Кирил Ненов и Кирил Цонев, организовал две выставки в родном городе. В 1925 году окончил живописный факультет Художественной академии в Софии.
Под влиянием своего близкого друга Владимира Димитрова-Майстора начал писать портреты и жанровые картины. После окончания академии работал преподавателем рисования в Пазарджике.
Позже в течение трех лет в качестве художника работал на столичной Государственной печатной фабрике, где создал 23 проекта почтовых марок на исторические темы.
Дважды побывал в Париже со своими персональными выставками.
После окончания Второй мировой войны работал в Национальной художественной галерее и Этнографическом музее. В 1955—1956 в течение шести месяцев со своими выставками находился в КНР, где эскспонировал картины в Пекине, Шанхае и других китайских городах.
Участвовал во многих групповых выставках в Кюстендиле (1979) и Мюнхене (1985).
Картины художника сейчас находятся во многих художественных галерях Болгарии и частных коллекциях в Париже, Брюсселе, Лондоне, Мюнхене, Стокгольме, Цюрихе, Вашингтоне и Нью-Йорке. Самая большая коллекция работ художника — в художественной галерее «Владимира Димитрова-Майстора».
Василь Евтимов — автор целого ряда портретов известных людей Софии, натюрмортов, пейзажей и живописных композиций.

## Избранные работы
циклы картин:
- «Кюстендильский край»,
- «Лилия»,
- «Люди»,
- «Апрельское восстание»,
- «Рыбаки» и многие другие.